# アンボプテリクス
アンボプテリクス（学名 Ambopteryx  「両方の翼」の意味）は、中期ジュラ紀から後期ジュラ紀のオックスフォーディアン期約1億6300万年前の中国遼寧省に生息していたスカンソリオプテリクス科の恐竜の属。鳥のような羽毛とコウモリのような飛膜をもっていたのが名前の由来になった。longibrachiumをカタカナ表記で表すとロンギブラキウム。アンボプテリクスはこのロンギブラキウムの一種のみ知られている。

## 命名
属名である「アンボプテリクス」は、ラテン語で「両方」を意味する"アンボ"と古代ギリシャ語で「翼」を意味する"プテリクス"に由来しており、この動物の膜状の翼と鳥のような体形にちなんでいる。種小名の「ロンギブラキウム」は、ラテン語で「長い」を意味する"ロンギ"と「上腕」を意味する"ブラキウム"に由来する。

## 概要

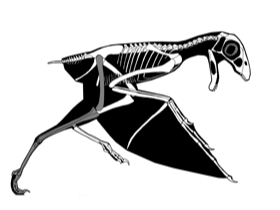
アンボプテリクスの骨格図

長い第3指と、前足から伸びた長い骨と体の間に飛膜があり、木から木へ滑空していたと考えられている。推定全長は約0.32メートルで推定体重は約306グラムでとても小さく軽い恐竜。雑食で木の上に住み、昆虫や種子、植物などを食べて生活していたと考えられている。化石から羽毛と飛膜の痕跡と考えられる茶色の薄い膜や、腹の中から死ぬ前に食べたものの化石が見つかっている。この発見によって、恐竜の中でも飛膜を使った飛行方法が進化していたことが分かった。

## 特徴

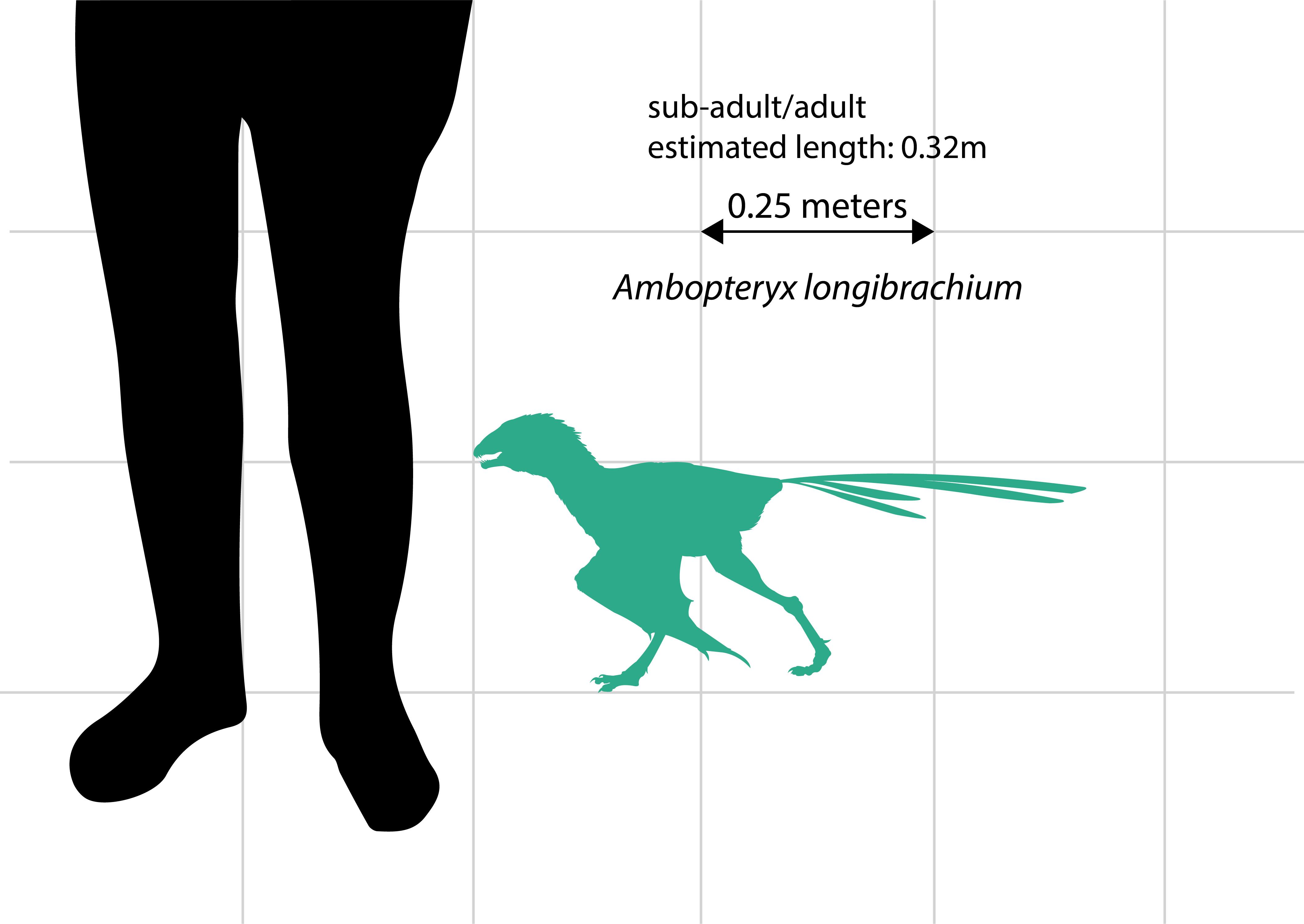
ヒトとの大きさの比較

後ろ足は、木に止まれるように進化しており、飛膜がもっていたことが特徴の恐竜である。モモンガやムササビのように滑空飛行していたと考えられている。ほんとんどの恐竜は地上で生活していたがアンボプテリクスは違った。

## 分類
スカンソリオプテリクス科の中ではイに近い種と考えられている。